# Milton Friedman
Milton Friedman (Brooklyn, 31 luglio 1912 – San Francisco, 16 novembre 2006) è stato un economista statunitense, esponente principale della scuola di Chicago.

Firma

Fondatore del pensiero monetarista, fu insignito del premio Nobel per l'economia nel 1976, per i suoi lavori sul tema dell'analisi del consumo, delle teorie e della storia monetaria, e per la dimostrazione della complessità delle politiche di stabilizzazione. Il suo pensiero ed i suoi studi hanno influenzato molte teorie economiche, soprattutto in campo monetario.

## Biografia
Friedman nacque a Brooklyn, New York da Sára Ethel Landau e Jenő Saul Friedman, ebrei immigrati dalla Rutenia carpatica a Beregszász, all'epoca Austria-Ungheria, ora Ucraina. Furono droghieri. Dopo breve tempo si trasferirono a Rahway, New Jersey. A quel tempo ebbe un incidente automobilistico, con una lesione al labbro superiore. Si diplomò alla Rahway High School nel 1928, a 16 anni non ancora compiuti. Si laureò poi alla Rutgers University nel 1932. Gli venne offerta una borsa come ricercatore in matematica alla Brown University e in economia all'Università di Chicago. Friedman scelse la seconda e si laureò Master of Arts nel 1933. Fu influenzato da Jacob Viner, Frank Knight, e Henry Calvert Simons. Friedman conobbe la sua futura moglie Rose Director, mentre erano alla University of Chicago.
Durante gli anni 1933-1934 fu fellow alla Columbia University, dove studiò con Harold Hotelling. Ritornò a Chicago nel 1934-1935, lavorando come assistente di Henry Schultz. In quell'anno conobbe George Stigler e W. Allen Wallis. Divenne uno dei principali esponenti del pensiero liberale e liberista. Intensa anche la sua attività di divulgazione, caratterizzata dal suo ritenere più dannosi che utili molti degli interventi dello stato nell'economia e dalle sue idee favorevoli al libero mercato e alla politica del laissez-faire.
I suoi maggiori contributi alla teoria economica riguardano gli studi sulla teoria quantitativa della moneta, sulla teoria del consumo, sull'elaborazione del concetto di tasso naturale di disoccupazione e sul ruolo e l'inefficacia della curva di Phillips nel lungo periodo. Secondo Friedman, l'inflazione è solo un fenomeno monetario e non è utile nel lungo periodo per ridurre la disoccupazione. La sua regola di politica monetaria, incentrata nel conseguimento del controllo della crescita della massa monetaria, è stata utilizzata dalla Federal Reserve negli Stati Uniti ed anche dalla Banca centrale europea (BCE).
Autore di molti libri tra i quali Capitalismo e libertà, Liberi di scegliere e Due persone fortunate, Friedman si dimostra un ottimo divulgatore ed uno dei più insigni rappresentanti del pensiero liberista in economia del nostro tempo. Sposò Rose Director Friedman, dalla quale ebbe due figli, tra cui David, economista di scuola anarco-capitalista.

### Influenza sulla politica
Le sue teorie hanno esercitato una forte influenza sulle scelte liberiste del governo britannico di Margaret Thatcher e di quello statunitense di Ronald Reagan, degli anni ottanta. Le sue idee sono ancora oggi oggetto di accesi dibattiti: ad esempio, rigettò la stakeholder view e la responsabilità sociale d'impresa sul piano economico ed etico, sostenendo che i manager sono agenti per conto di terzi e dipendenti dei proprietari-azionisti, dovendo agire nell'interesse esclusivo di questi ultimi (utilizzare il denaro degli azionisti per risolvere problemi sociali significa fare beneficenza con i soldi degli altri, senza averne il permesso e tassarli senza dare un corrispondente servizio).
Friedman, che ebbe un ruolo anche nello spingere il Governo degli Stati Uniti ad abolire il servizio militare, a un certo punto cominciò ad esprimere perplessità su alcune politiche di Reagan, in particolare sul proibizionismo della droga propugnato dal Presidente. In Italia le teorie friedmaniane sono state riprese da alcuni settori e movimenti politici di minoranza, come l'ala liberale e liberista di Forza Italia, i Radicali italiani (in parte) e i Riformatori Liberali.

### Controversie negli anni '80
Sono stati oggetto di controversia i suoi rapporti con il regime dittatoriale di Augusto Pinochet in Cile (1973-1990). Pinochet intraprese una serie di riforme economiche di stampo liberista che seguivano gli orientamenti di Friedman. Diversi economisti formatisi in uno scambio culturale tra università cilene e statunitense (i cosiddetti Chicago boys) consigliarono il generale nell'attuazione di queste riforme e lo stesso Friedman nel 1975 indirizzò a Pinochet una lettera, in risposta a una domanda su come gestire l'economia, fattagli da Pinochet stesso durante una visita negli Stati Uniti. Il generale, anticomunista e reazionario (e con simpatie parafasciste essendo ammiratore del franchismo), e la sua giunta erano difatti completamente digiuni di finanza e non sapevano come impostare l'economia, essendosi concentrati solo sulla repressione di marxisti e oppositori, per cui alcuni ex studenti di Friedman già in previsione del golpe gli avevano suggerito di rivolgersi per consigli al loro insegnante dell'università.
Pinochet rispose con una seconda lettera di ringraziamenti alla missiva di Friedman, nella quale l'economista raccomandava al dittatore un programma economico conforme alle proprie teorie, spiegando al generale, punto per punto, la possibile applicazione pratica del liberismo alla realtà cilena. Invitato da Pinochet, Friedman compì anche due visite a Santiago del Cile, accompagnato dalla moglie; ebbe solo un colloquio di 45 minuti col dittatore, per il resto si dedicò a conferenze universitarie. Nella prima di queste visite, sostenne pubblicamente che la libertà economica non poteva nel lungo periodo conciliarsi con una dittatura e che quindi un regime militare non potesse essere sostenuto, in quanto non essendo controllato dal voto popolare tendeva a stabilizzarsi e a portare sotto di sé l'economia, generando l'ennesimo statalismo; quindi solo la democrazia politica poteva conciliarsi con il liberismo. Alcuni economisti e docenti americani insegnarono in Cile durante la dittatura, ma Friedman non lo fece mai (tranne nelle due volte in cui venne ospite).
Per le consulenze economiche rivolte a Pinochet, Milton Friedman è stato spesso criticato, come avvenuto svariate volte anche a José Piñera, economista liberista e allievo di Friedman a Chicago, poi Ministro di Pinochet e autore della riforma delle pensioni in Cile. Piñera, uomo molto vicino a Friedman e fratello del futuro presidente Sebastián Piñera, sarà estromesso dal governo nel 1981 e pronuncerà poi invettive contro la tortura come atto sempre inaccettabile.

Lo stesso Friedman ha comunque sempre evitato qualsiasi sostegno politico attivo al regime di Pinochet, da cui ha anzi preso le distanze in più occasioni:
(Milton Friedman, 1980)
 Specialmente si pronunciò contro gli abusi (come omicidi politici e le sparizioni degli oppositori), parte delle sistematiche violazioni dei diritti umani avvenuti sotto il governo militare, anche se solo a partire dagli anni '80.
(Milton Friedman, 1991)
Dichiarò che le sue consulenze iniziali erano rivolte esclusivamente alla sua sfera di competenza, l'economia, per aiutare la ripresa della nazione sudamericana:
(Milton Friedman, Newsweek, 14 giugno 1976)
Friedman e i suoi meriti di studioso furono difesi però anche da anti-monetaristi come Federico Caffè.
Il docente di Chicago affermò di aver consigliato ugualmente elementi del Partito Comunista Cinese, contribuendo ai mercati liberi e ad una attenuazione del totalitarismo in Cina durante il periodo di Deng Xiaoping, incontrando il leader Zhao Ziyang, nonché tenuto conferenze in Jugoslavia e URSS, ricevendo in questo caso molti plausi e nessun attacco per aver incontrato un dittatore:
Egli sostenne che il suo consiglio di liberalizzare l'economia avrebbe portato la libertà politica e la caduta del regime.
Friedman, inoltre, non affermò mai che la teoria liberista andasse applicata con shock violenti in senso letterale (disse solo, nel 1975 e quindi due anni dopo il colpo di Stato, che l'economia cilena era distrutta e poteva riprendersi solo con un "trattamento shock" contro l'inflazione, paragonata a una pericolosa ma necessaria operazione chirurgica dove "il paziente rischia di non sopravvivere") come golpe o crisi economiche, né imposta con la forza, come è stato sostenuto e attribuito a Friedman da Naomi Klein in Shock economy (la Klein attribuì inoltre a Friedman la difesa della tortura come "prezzo per essere liberi", ma egli non pronunciò mai questa frase o concetto); difatti, secondo i sostenitori di Friedman, sono esistiti governi liberisti ma democratici e governi con un forte welfare ma dittatoriali e totalitari, e la politica economica non è legata affatto al grado di rispetto dei diritti umani, trattandosi di binari diversi.
Friedman inoltre non accettò mai denaro o ruoli politici di consulenza ufficiale da parte del governo cileno, poiché considerava il regime "terribile" e "spregevole".

### Ultimi anni
Il 17 ottobre 1988 venne insignito della Medaglia presidenziale della libertà, la prestigiosa onorificenza statunitense, dal Presidente Ronald Reagan, che condivideva la sua visione liberale e liberista dell'economia. Si oppose alla guerra del Golfo (1991) e alla guerra d'Iraq (2003), e si espresse a favore di un reddito di cittadinanza accanto alla riduzione al minimo indispensabile dello stato assistenziale e del pesante welfare state. Prese posizione in favore dei diritti LGBT e anche se non si espresse mai sul matrimonio egualitario, disse: "Non credo che dovrebbe esserci alcuna discriminazione contro i gay".
Nel 2005 Friedman è stato il primo firmatario di un appello, sottoscritto da oltre 500 economisti statunitensi, atto a denunciare gli enormi costi (7,7 miliardi di dollari all'anno) del proibizionismo sulla marijuana. Considerava questa legge, come tutta la "guerra alla droga", "un sussidio virtuale del governo al crimine organizzato", essendosi pronunciato spesso contro le politiche antidroga portate avanti dai governi americani (compresi quelli del Partito Repubblicano a cui lui si sentiva più vicino per le idee economiche):
(Milton Friedman sul Wall Street Journal, 7 settembre 1989)
È morto per infarto cardiaco il 16 novembre 2006 a San Francisco, all'età di 94 anni.

## Critiche

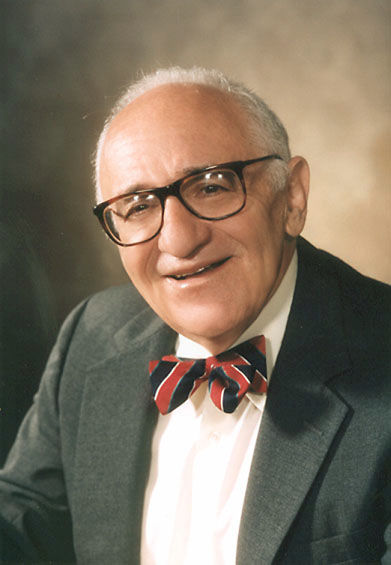
Murray N. Rothbard, critico delle teorie di Friedman

Milton Friedman è stato spesso criticato da economisti libertarian, in particolar modo dalla scuola austriaca. Nel 1971 Murray Rothbard, pensatore anarco-capitalista, scrisse per la rivista The Individualist un articolo nel quale definiva le teorie di Friedman come totalitarie e stataliste. Questo perché, secondo Rothbard, gli economisti come Friedman non sono abbastanza netti nell'affermare che lo Stato è sempre un fattore negativo nell'equilibrio della società e vorrebbero decidere caso per caso quali sono le funzioni in cui è opportuno l'intervento dello Stato. In particolare Rothbard criticò aspramente le contraddizioni presenti nel pensiero economico di Friedman da molti punti di vista, come ad esempio da un punto di vista monetario, ed in generale sul ruolo centrale affidato allo Stato da parte di Friedman.
(Intervista a Murray N. Rothbard)

## Opere principali
- Essays in positive economics, Chicago, University of Chicago Press, 1953.
- Income from independent professional practice, coautore Simon Kuznets, New York, National bureau of economic research, 1954.
- Studies in the quantity theory of money, coautore Phillip Cagan e altri, Chicago, University of Chicago Press, 1956.
- A theory of the consumption function , Princeton, Princeton university Press, 1957.
- A program for monetary stability, New York, Fordham University Press, 1959.
- Capitalism and freedom, Chicago, University of Chicago Press, 1962.
- Price theory : a provisional text, London, Frank Cass & Company, 1962.
- Inflation : causes and consequences, London, Asia Publishing House, 1963.
- A monetary history of the United States : 1867-1960, coautore Anna Jacobson Schwartz, Princeton, Princeton University Press, 1963.
- The great contraction 1929-1933, coautore Anna Jacobson Schwartz, Princeton, Princeton University Press, 1965.
- Essays in positive economics, Chicago, University of Chicago Press, 1966.
- The balance of payments : free versus fixed exchange rates, Washington, American Enterprise Institute for Public Policy Research, 1967.
- Dollars and deficits : inflation, monetary policy and the balance of payments, Englewood Cliffs (N.J.), Prentice-Hall, 1968.
- The optimum quantity of money and other essays, London, MacMillan, 1969.
- Monetary statistics of the United States : estimates, sources, methods, coautore Anna Jacobson Schwartz, New York, National bureau of economic research distributed by Columbia University Press, 1970.
- Bright promises, dismal performance : an economist's protest, San Diego, HBJ, 1972.
- An economist's protest : columns in political economy, Glen Ridge, Thomas Horton and Company, 1972.
- Social security : universal or selective?, coautore Wilbur J. Cohen, Washington, American Enterprise Institute for Public Policy Research, 1972.
- Price theory, Chicago, Aldine, 1976.
- Tax limitation, inflation and the role of government, Dallas, Fisher Institute, 1978.
- Free to choose : a personal statement , coautore Rose Friedman, London, Secker & Warburg, 1980.
- From new deal banking reform to world war 2 inflation, coautore Anna Jacobson Schwartz, Princeton, Princeton University Press, 1980.
- Monetary trends in the United States and the United Kingdom : their relation to income, prices, and interest rates : 1867-1975, Chicago, University of Chicago Press, 1982.
- Tyranny of the status quo, coautore Rose Friedman, London, Secker and Warburg, 1984.
- Monetarist economics, Oxford, B. Blackwell, 1991.
- Money mischief : episodes in monetary history, New York, Harcourt Brace Jovanovich publishers, 1992.
- Two lucky people : memoirs, coautore Rose Friedman, Chicago, The University of Chicago Press, 1998.
- Money, inflation and the constitutional position of the central bank, coautore Charles A. E. Goodhart, London, Institute of economic affairs, 2003.
- Making Chicago price theory : Friedman-Stigler correspondence 1945-1957, a cura di J. Daniel Hammond e Claire H. Hammond, London, Routledge, 2006.

### Opere tradotte in italiano
- Contestazione liberale , Firenze, Sansoni, 1975.
- Nessun pasto è gratis, Torino, Centro di ricerca e documentazione Luigi Einaudi, 1978.
- Il dollaro. Storia monetaria degli Usa (1867-1960), coautore Anna Jacobson Schwartz, titolo originale A monetary history of the United States : 1867-1960, UTET, 1979.
- Liberi di scegliere, coautore Rose Friedman, Milano, Longanesi, 1981.
- Per il libero mercato, Milano, Sugarco, 1981.
- La tirannia dello status quo, Milano, Longanesi, 1984.
- Manovre monetarie, titolo originale Money mischief, Garzanti Libri, 1992.
- Metodo, consumo e moneta, Il Mulino, 1996.
- Capitalismo e libertà, titolo originale Capitalism and freedom con prefazione di Antonio Martino[39], IBL Libri, 2010.

in collaborazione
- Milton e Rose Friedman Liberi di scegliere Prefazione di Francesco Giavazzi, Mursia Editore ISBN 978-88-6440-160-7